# Salvatore Pelosi (S 522)
Il Salvatore Pelosi (S 522) è un sommergibile della Marina Militare Italiana appartenente alla 3ª serie della Classe Sauro.

## Storia
Il battello, costruito nei cantieri di Monfalcone è stato impostato il 23 luglio 1986, varato il 29 novembre 1986 e consegnato alla Marina Militare Italiana il 14 luglio 1987.
L'unità, in servizio di base a Taranto, tra il 1999 e il 2002 è stata sottoposto a radicali lavori che hanno interessato la piattaforma e il sistema di combattimento.

## Nome
Il battello prende il nome dal capitano di corvetta Salvatore Pelosi, decorato durante la seconda guerra mondiale di medaglia d'oro al valor militare.
Salvatore Pelosi, comandante del sommergibile Torricelli nel Mar Rosso il 23 giugno 1940, costretto ad emergere per i danni subiti da precedenti azioni nemiche, al largo di Aden affrontò in un combattimento di superficie tre cacciatorpediniere e due cannoniere della Royal Navy, colpendo il cacciatorpediniere HMS Khartoum che sarebbe affondato più tardi e danneggiando la cannoniera HMS Shoreham. Accerchiato e senza scampo, per evitare la cattura il comandante fu costretto all'autoaffondamento dell'unità, e ferito e privo di sensi, venne trascinato a mare dai suoi uomini.